# جاك روبرت لازما
جاك روبرت لازما (بالإنجليزية: Jack Robert Lousma)‏ من مواليد 29 فبراير 1936، هو مهندس طيران ورائد فضاء أمريكي. شارك في رحلة سكايلاب 3 إلى محطة الفضاء سكايلاب في عام 1973. وفي عام 1982 قاد المهمة إس تي إس-3 ثالث بعثات مكوك الفضاء.

## روابط خارجية
- جاك روبرت لازما على موقع IMDb (الإنجليزية)